# المنتدى العالمي للتقاعد والاستثمارات
المنتدى العالمي للتقاعد والاستثمارات هو مؤتمر موجه نحو البحث والسياسات ينظمه المجلس العالمي للمعاشات التقاعدية، المعروف أيضًا باسم الرابطة الدولية لصناديق المعاشات التقاعدية، بالشراكة مع المنظمات الإقليمية والوطنية، والمستثمرين المؤسسيين من القطاعين العام والخاص من دول مجموعة العشر، الدول الناشئة في أوروبا الشرقية وأمريكا اللاتينية وآسيا ومنطقة الشرق الأوسط وشمال إفريقيا.
عُقدت النسخة الأولى من المنتدى في باريس في منظمة التعاون الاقتصادي والتنمية، في تلك المناسبة قدم خبراء بارزون من منظمة التعاون الاقتصادي والتنمية وجامعة كامبريدج وصندوق النقد الدولي والبنك الدولي والعديد من المؤسسات الأمريكية والمملكة المتحدة وأوروبا البر الرئيسي آخر التطورات التقدم في مجالات التوزيع الكمي للأصول، وإدارة المخاطر المالية، والاستثمار المسؤول اجتماعيًا، وحوكمة الشركات.
عقدت النسخة الثانية في باريس في المقر الرئيسي لجمعية تشجيع الصناعة الوطنية، ركزت المناقشات على الاستثمارات طويلة الأجل، وأصول البنية التحتية في الاتحاد الأوروبي والأسواق الناشئة الرئيسية ولا سيما روسيا والمكسيك وتشيلي والبرازيل والصين وظهور الأسهم الخاصة و«الأصول العقارية».
عقدت النسخة الثالثة في هونغ كونغ بدعم من منطقة هونغ كونغ الإدارية الخاصة لجمهورية الصين الشعبية، ركزت العروض العامة الرئيسية والموائد المستديرة على إدارة المعاشات التقاعدية، ودور الأمناء لا سيما في سياقات أستراليا وآسيا والمملكة المتحدة، ونماذج الاستثمار العشوائية والنهج المختلفة لافتراضات متوسط العمر المتوقع والدور المتزايد للأسهم الخاصة وأصول البنية التحتية لكل من صناديق التقاعد وصناديق الثروة السيادية لا سيما فيما يتعلق بالتنمية القائمة على البنية التحتية وبشكل أعم، وتحليل تدابير السياسة الملموسة وأفضل الممارسات الإقليمية والمحلية التي يمكن أن تسهم في «حل أزمة المعاشات التقاعدية في جميع أنحاء العالم».
عقدت كل من النسخة الرابعة (أكتوبر 2014) والمنتدى العالمي السنوي الخامس للمعاشات التقاعدية (ديسمبر 2015) في سان جيرمان دي بري، بالقرب من باريس، والأخيرة بالاشتراك مع قمة الأمم المتحدة مؤتمر الأمم المتحدة للتغير المناخي 2015، الخطابات العامة والموائد المستديرة التي تركز على الحوكمة البيئية والاجتماعية وحوكمة الشركات والاستثمار المسؤول، والفهرسة الحديثة والإستراتيجيات القائمة على العوامل وصندوق التقاعد وصندوق الثروة السيادي والاستثمار المشترك والتمويل المختلط وإقراض الأوراق المالية.